# Линкълн (окръг, Орегон)
Вижте пояснителната страница за други значения на Линкълн.
Окръг Линкълн (на английски: Lincoln County) е окръг в щата Орегон, Съединени американски щати. Площта му е 3092 km², а населението - 44479 души (2000). Административен център е град Нюпорт.

## Градове
- Линкълн Сити
- Силец
- Уолдпорт
- Яхатс